# Your Touch (musikalbum)
Your Touch är jazzsångerskan Monica Borrfors första album och kom ut 1987.

## Låtlista
1. Three Little Words (Harry Ruby/Bert Kalmar) – 2:22
2. Your Touch (Gösta Nilsson/Eric Bibb) – 4:30
3. Joy Spring (Clifford Brown/Max Roach) – 4:17
4. Spring is Here (Richard Rodgers/Lorenz Hart) – 6:38
5. Peace (Horace Silver) – 5:15
6. The Nearness of You (Hoagy Carmichael/Ned Washington) – 5:40
7. Confirmation (Charlie Parker/S Jordan) – 4:42
8. You Are Too Beautiful (Richard Rodgers/Lorenz Hart) – 4:38
9. Get Out of Town (Cole Porter) – 4:36
10. Siv och Gunne (Olle Adolphson) – 3:26

## Medverkande
- Monica Borrfors – sång
- Staffan Isaksson – tenorsaxofon
- Gösta Nilsson – piano
- Per Nilsson – bas
- Rune Carlsson – trummor